# Chirimoya de la Costa Tropical de Granada-Málaga

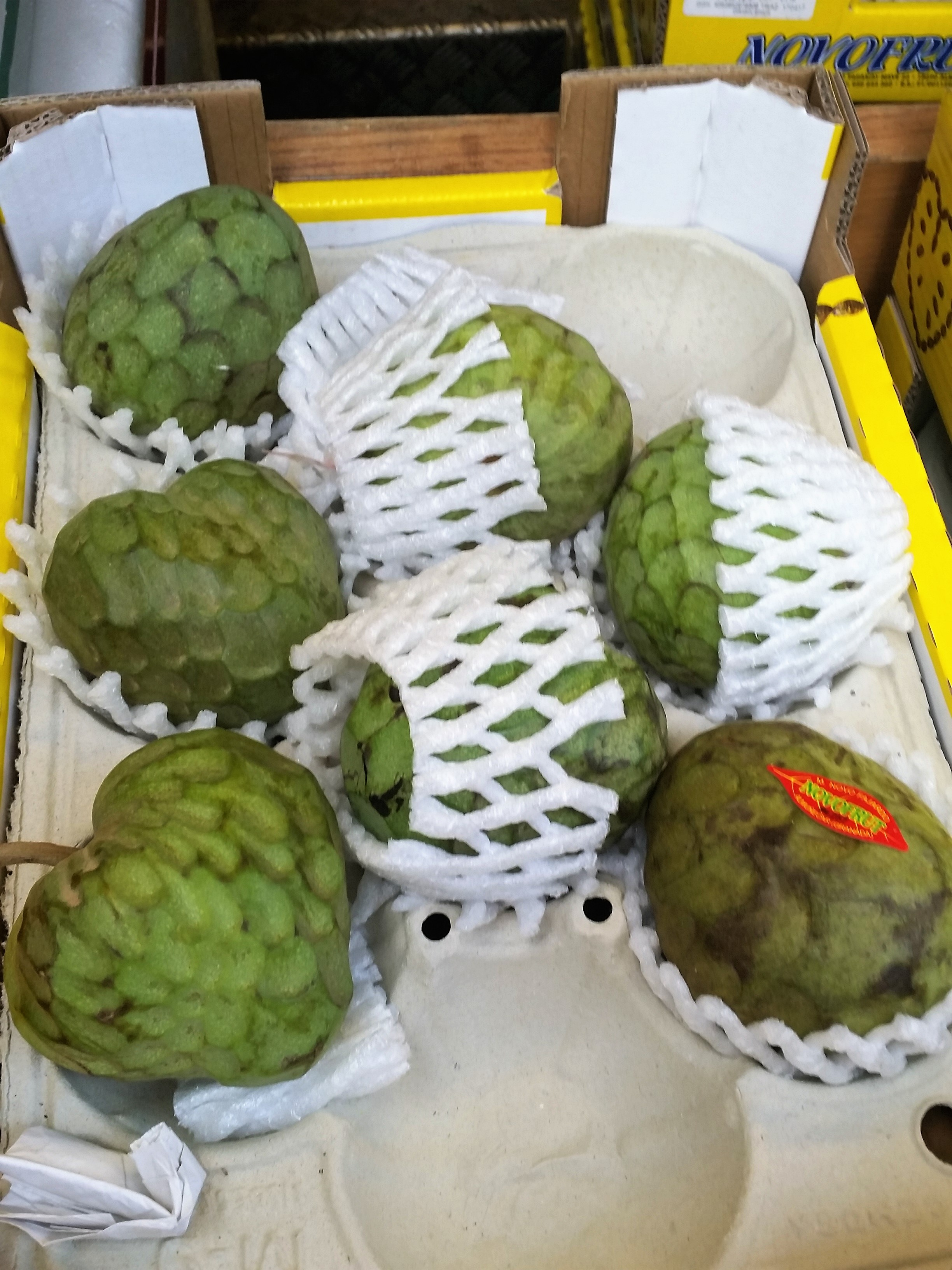
Cherimoyas aus Almuñécar in der Provinz Granada

Chirimoya de la Costa Tropical de Granada-Málaga ist eine geschützte Ursprungsbezeichnung (kurz g.U.; spanisch Denominación de Origen Protegida, kurz D.O.P.) für Cherimoyas von der Costa Tropical und Costa del Sol in den beiden andalusischen Provinzen Málaga und Granada. Diese europäische Herkunftsbezeichnung dürfen nur Früchte der lokalen Sorte Fino de Jete für den Frischverzehr in den Handelsklassen I und Extra tragen.
Das Anbaugebiet dieser geschützten Ursprungsbezeichnung ist definiert anhand von Gemeindegrenzen. Es umfasst die Gemeinden Motril, Vélez de Benaudalla, Los Guájares, Molvízar, Salobreña, Itrabo, Otívar, Lentejí, Jete und Almuñécar in der Provinz Granada sowie die Gemeinden Nerja, Frigiliana, Torrox, Algarrobo und Vélez-Málaga der Provinz Málaga.